# Hoplochelus marginalis
Hoplochelus marginalis är en skalbaggsart som beskrevs av Leon Fairmaire 1889. Hoplochelus marginalis ingår i släktet Hoplochelus och familjen Melolonthidae. Inga underarter finns listade i Catalogue of Life.